# John Charles Vivian
John Charles Vivian, född 30 juni 1887 i Golden, Colorado, död 10 februari 1964 i Golden, Colorado, var en amerikansk republikansk politiker. Han var viceguvernör i Colorado 1939-1943 och därefter guvernör 1943-1947.
Vivian utexaminerades 1909 från University of Colorado. Han avlade sedan 1913 juristexamen vid University of Denver. Han deltog i första världskriget i USA:s marinkår.
Vivian efterträdde 1939 Frank J. Hayes som viceguvernör. Han vann guvernörsvalet 1942 och efterträdde sedan Ralph Lawrence Carr som guvernör. Vivian omvaldes 1944. Han efterträddes 1947 av William Lee Knous.